# Tahlequah
Tahlequah – miasto w Stanach Zjednoczonych, w stanie Oklahoma, siedziba administracyjna hrabstwa Cherokee.